# قشم (جزيرة)
 جزيرة قشم  (يسميها العرب جزيرة جسم أو الجزيرة الطويلة أو قسم) تقع في مدخل الخليج العربي في مضيق هرمز وتتبع محافظة هرمزغان الإيرانية، وهي أكبر جزيرة بالخليج العربي وتبلغ مساحتها 1,491 كم مربع. ذكرها لوريمر في دليل الخليج وقال أن عدد سكانها يبلغ 13,500 نسمة كلهم عرب ينتمون إلى قبائل في ساحل عمان المتصالح ما عدا 500 نسمة من الفرس ويسكنون معظمهم في عاصمة الجزيرة منطقة قشم، وأن اللغة العربية هي لغة الجزيرة. 
كان آخر حاكم عربي الشيخ إبراهيم بن محمد المعيني[بحاجة لمصدر] وتم فقدان وزوال اللغة العربية في الجيل الجديد من السكان بسبب إجبار الدراسة في المدارس الفارسية والمعاملات الحكومية والتجارية في الجزيرة بالفارسية، ويسكنها حاليا ما يقارب من 113,846 نسمة (2010). دارت حروب دامية ولسنوات طويلة ضد كل من الغزو البرتغالي والإنجليزي حيث نجح السكان في إخراجهم من الجزيرة، وتتواجد في الجزيرة القلاع والحصون البرتغالية المدمرة. كانت الجزيرة أول محطة من الحملة البريطانية الأخيرة على القواسم، وذلك لموقعها الإستراتيجي القريب من رأس الخيمة وإيران عند مدخل الخليج العربي بالإضافة لمواردها.

## معرض صور

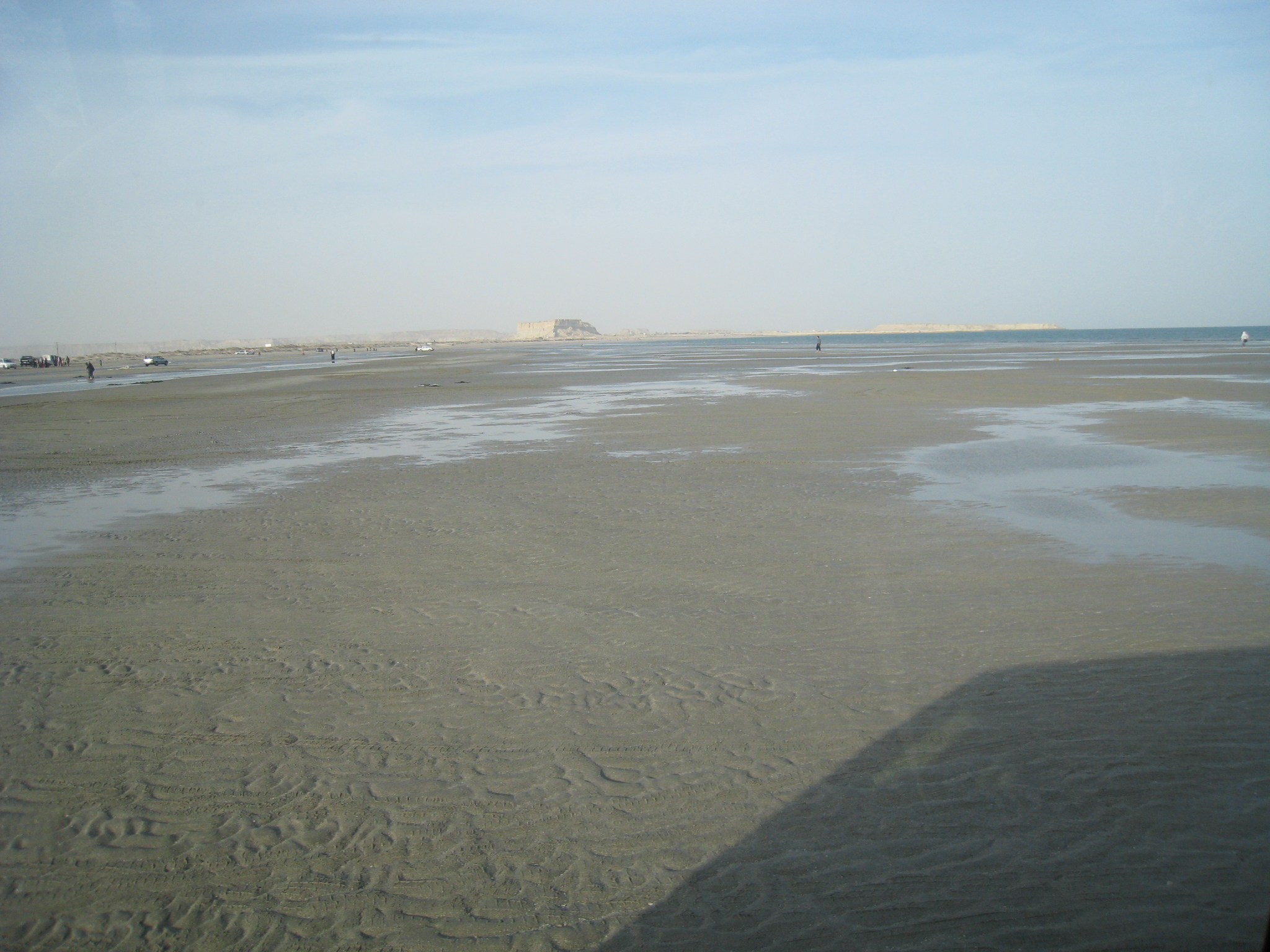
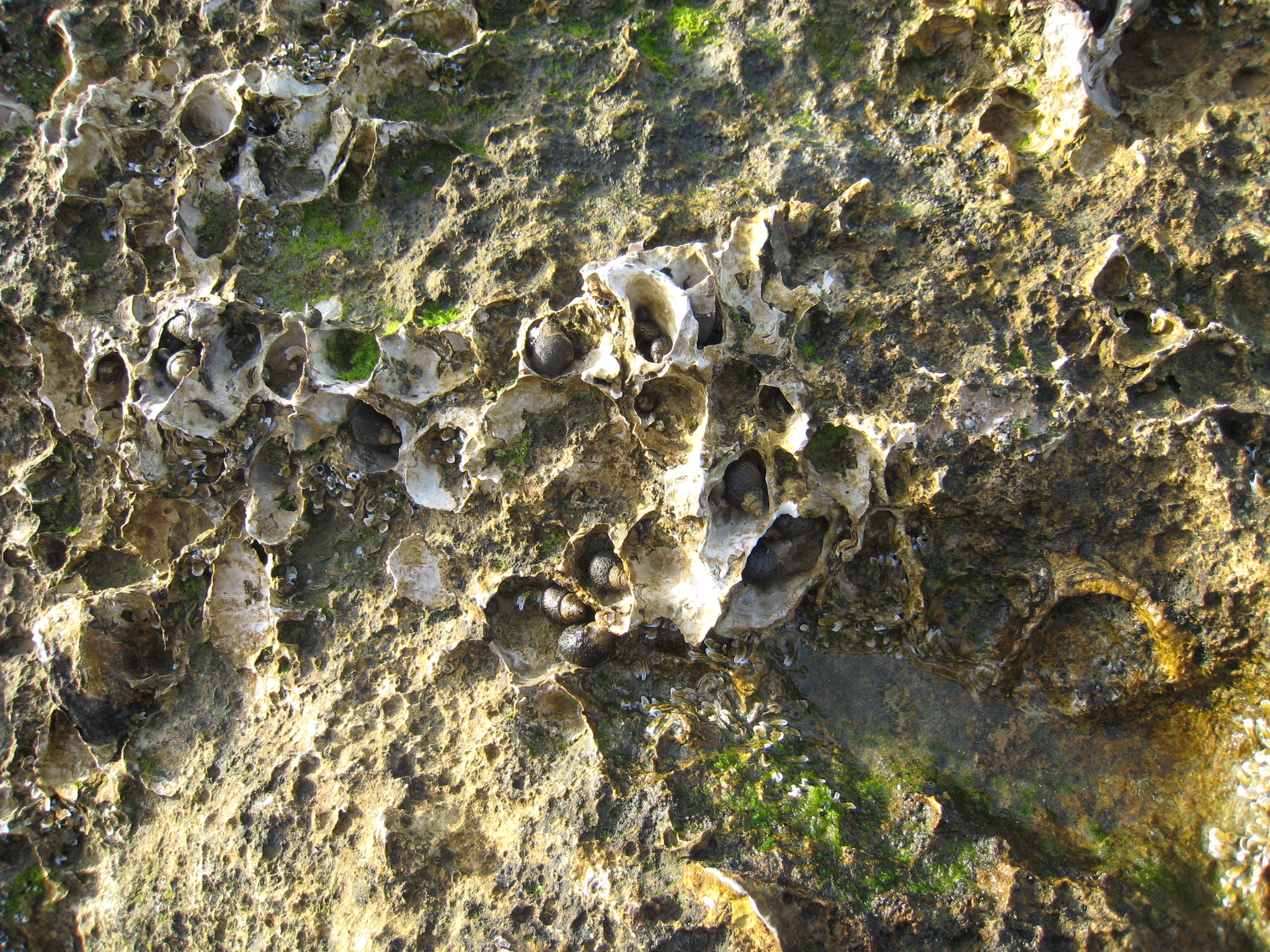
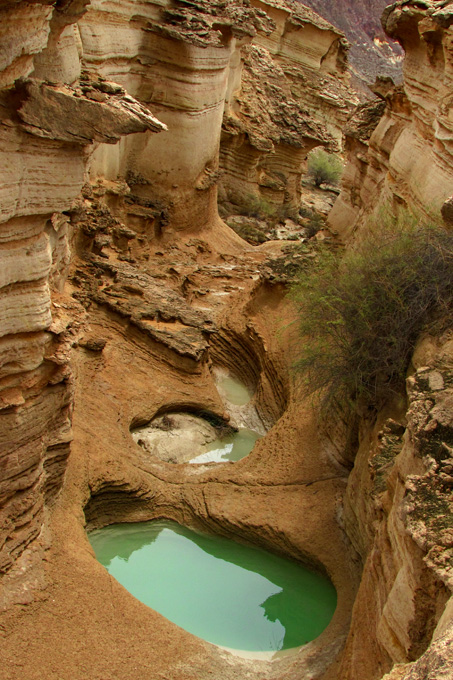
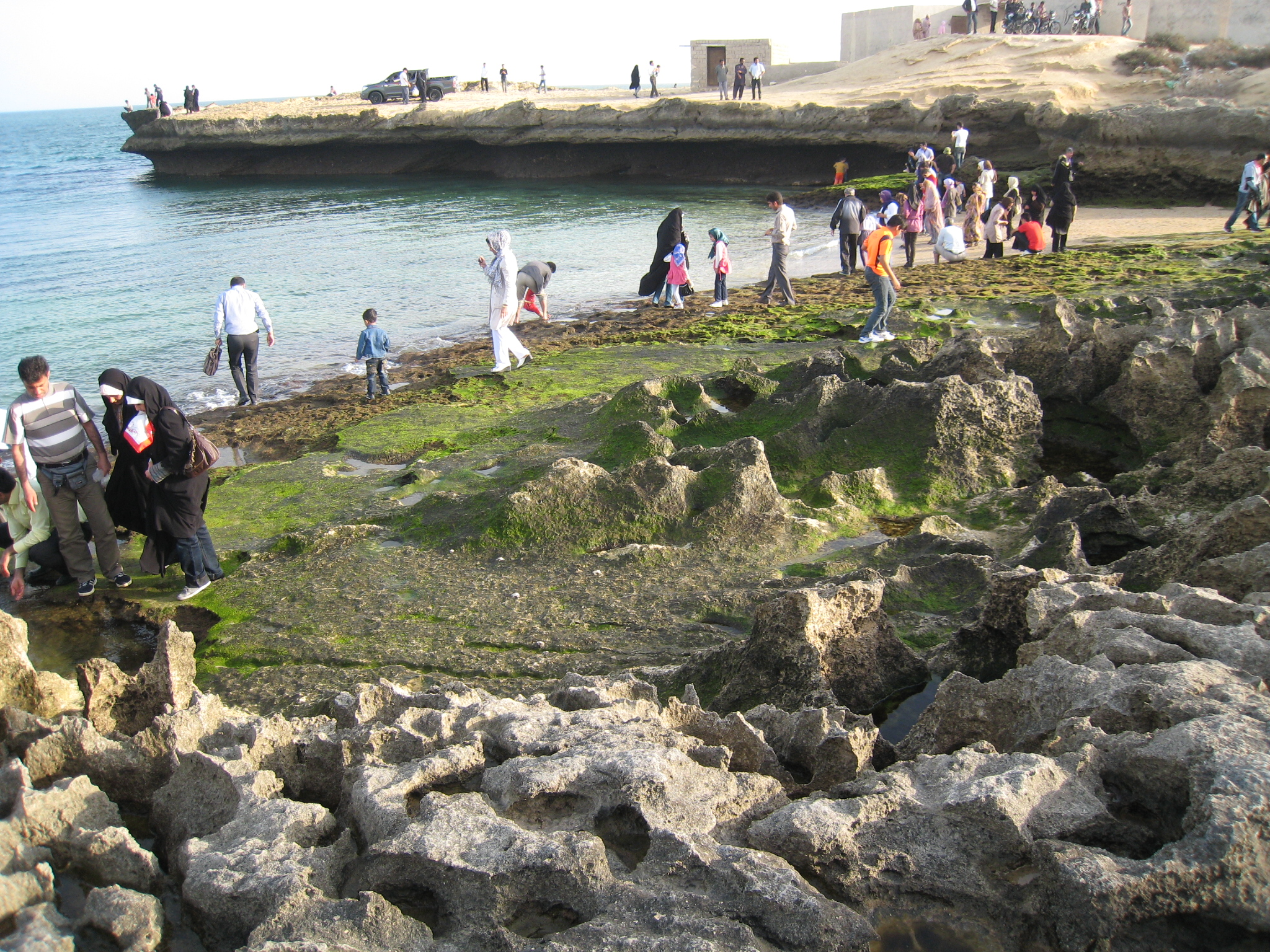
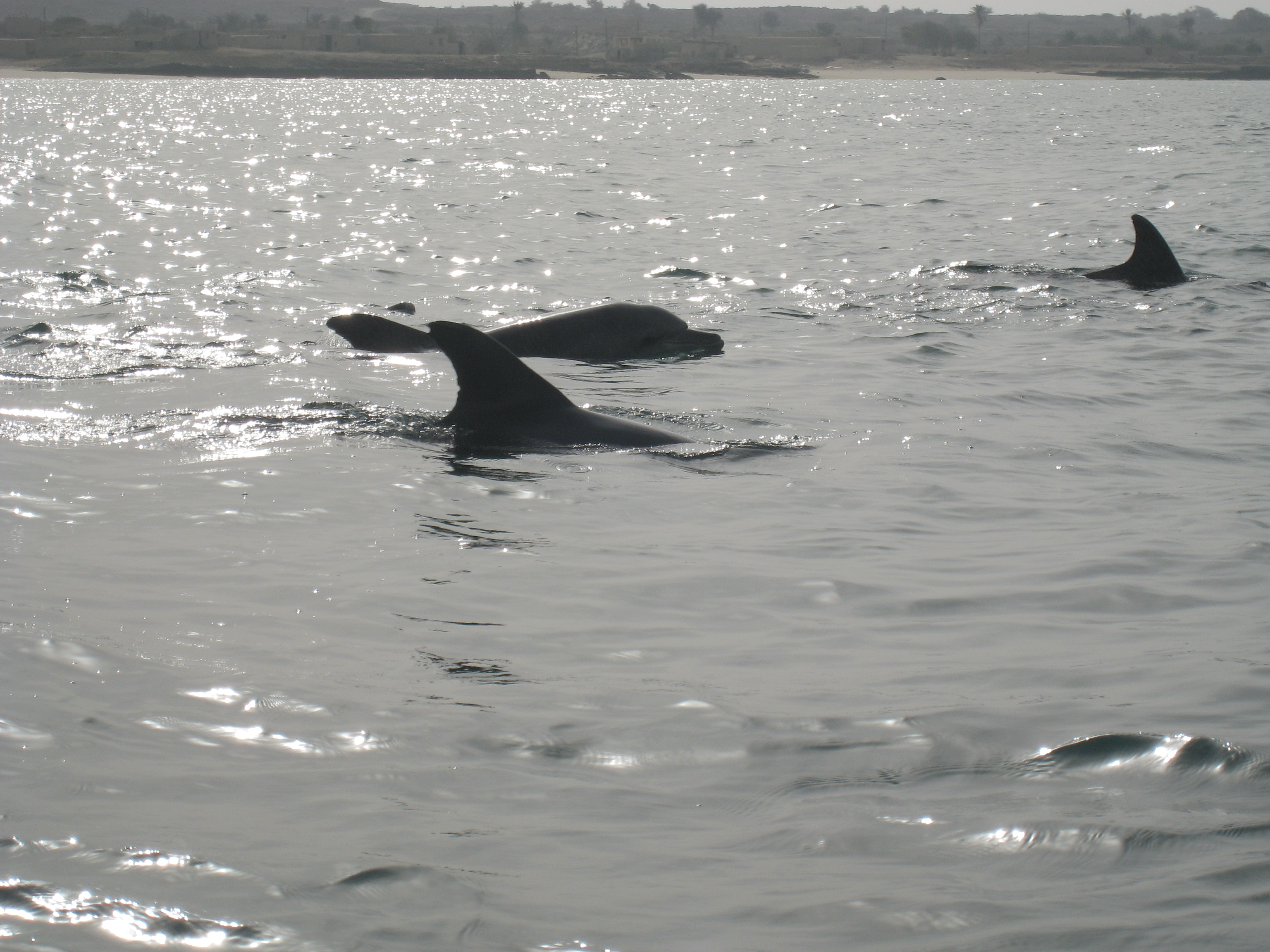

## أهم القرى والمدن
- قشم «العاصمة»
- بندر لافت (لفت)
- طول (طبل)
- باسيدو ( باسعيدو )
- كوري ( غوري )
- كوشه
- سوزا
- رمكان
- رمجاه
- مسن
- ملكي
- هلر
- كروان
- سلخ
- دولاب
- باسعیدو